# Palazzo della Bank of China (Shanghai)
Il palazzo della Bank of China è un edificio di Shanghai, in Cina, situato al numero 23 del famoso viale lungo il fiume Huangpu conosciuto come il Bund. È stato costruito tra il 1936 e il 1937 per ospitare gli uffici principali della Bank of China.

## Storia

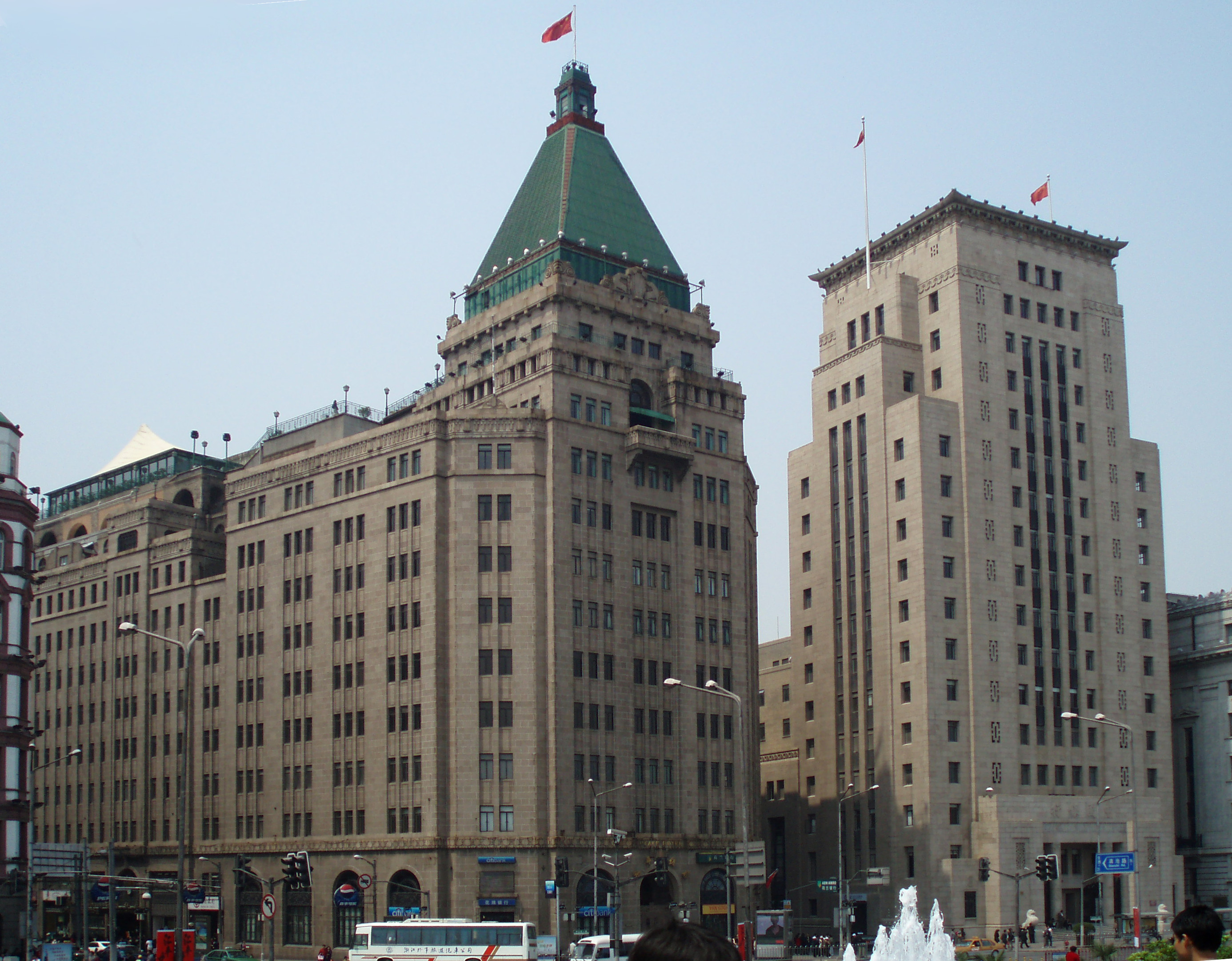
La Sassoon House (a sinistra) e il palazzo della Bank of China (sulla destra)

La Bank of China aprì la sua filiale di Shanghai nel 1912, scegliendo come sede un palazzo situato in Hankou Road. Allo scoppio della prima guerra mondiale la Cina dichiarò guerra alla Germania e confiscò le proprietà del governo tedesco, tra cui il palazzo del German Club, costruito nel 1907, che si trovava al numero 23 del Bund. Dopo la fine della guerra la Bank of China acquistò per 630.000 yuan d'argento l'appezzamento dal governo cinese, per costruirvi un proprio palazzo. Secondo l'allora presidente della banca Zhang Jia'ao, avere un moderno palazzo nella via dove si trovavano le sedi di diverse banche e istituzioni occidentali avrebbe mostrato che la Bank of China era solida e in grado di competere con gli istituti bancari europei e americani.
Nel 1928 la banca trasferì i suoi uffici centrali da Pechino a Shanghai, e ben presto gli uffici di Hankou Road risultarono troppo piccoli. Acquistò quindi un appezzamento di terreno tra Renji Road (l'odierna Dianchi Road) e Yuanmingyuan Road, alle spalle del lotto di terreno lungo il Bund, e iniziò a mettere da parte 500.000 yuan ogni anno per utilizzarli per la costruzione della nuova sede.
Il progetto venne affidato allo studio di architettura con sede a Hong Kong Palmer and Turner, già autore del progetto della vicina Sassoon House, oggi parte del Peace Hotel, e all'architetto cinese Luke Him Sau. Esso prevedeva in origine un grattacielo di 34 piani, sul modello del American Radiator Building di New York, che al tempo sarebbe stato il più alto edificio della Cina e sarebbe svettato molto più in alto degli altri edifici lungo il Bund.
 
A causa dell'opposizione della comunità britannica ed in particolare di Victor Sassoon, influente proprietario della Sassoon House, che non volevano che un edificio cinese superasse in altezza la sommità dell'hotel che, con i suoi 77 metri, era l'edificio più alto del viale, il progetto dovette essere ridimensionato. Nel 1934 venne infine approvata la costruzione di un palazzo di 17 piani, di cui due interrati, appena più basso della Sassoon House. A fare propendere per questa scelta furono probabilmente anche alcuni timori per la tenuta delle fondazioni e l'inizio di un declino nell'economia della città.
La cerimonia di posa della prima pietra ebbe luogo il 10 ottobre 1936 e l'anno successivo la struttura era praticamente completata, ma lo scoppio della seconda guerra sino-giapponese rallentò i lavori di finitura. Nel 1941 l'edificio divenne sede della banca della Repubblica di Nanchino e solo nel 1946 la Bank of China riuscì finalmente a trasferirvi i propri uffici.

## Descrizione

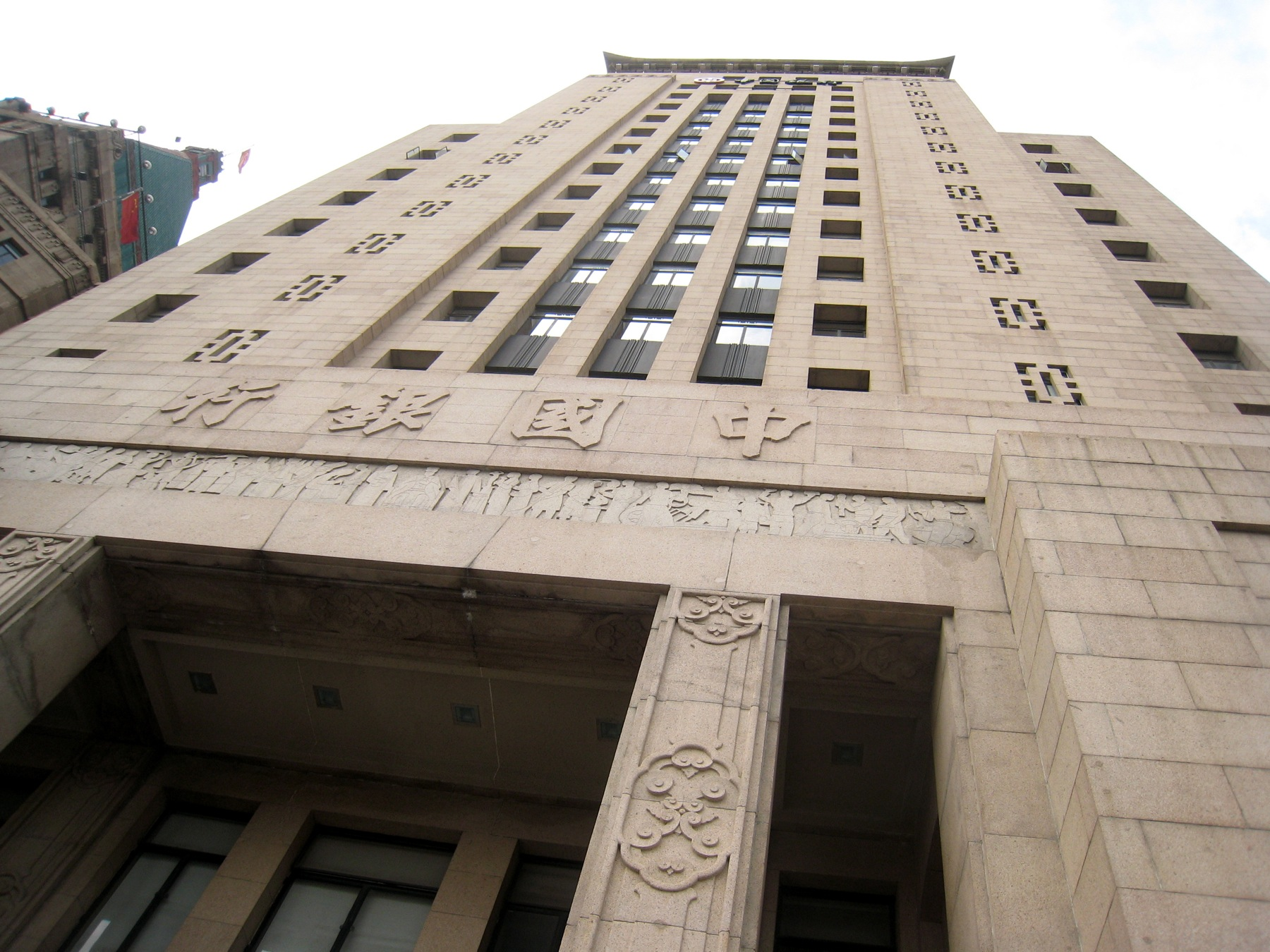
Dettaglio dell'ingresso e della decorazione dell'architrave sopra il portone.

Il palazzo, costruito in stile art déco, è composto da due corpi e copre un'area complessiva di circa 5100 metri quadrati (corrispondenti a 55.000 piedi quadrati), mentre la superficie utile complessiva è di circa 50.000 metri quadrati. Il costo di costruzione è stato stimato in 6 milioni di yuan.
Il corpo principale, che affaccia sul Bund, è composto da una torre di 15 piani fuori terra più due interrati, di 74,5 metri di altezza.  La facciata mescola elementi art déco occidentali con elementi della cultura cinese. Il portone di ingresso è alto più di 4,5 metri e sull'architrave sopra di esso è visibile una decorazione in rilievo con più di 30 personaggi che raffigura il viaggio di Confucio in giro per il mondo. Ai lati dell'ingresso si trovano due grandi sculture a metà strada tra un leone e un mostro della mitologia cinese.
Il secondo corpo, situato alle spalle della torre, è costituito da un edificio più basso e di forma allungata, che arriva fino all'angolo tra Yuanmingyuan Road e Dianchi Road.